# Holochilus chacarius
Holochilus chacarius är en däggdjursart som beskrevs av Thomas 1906. Holochilus chacarius ingår i släktet Holochilus och familjen hamsterartade gnagare. Inga underarter finns listade i Catalogue of Life. En population som lever i växtregionen Yungas listas antingen som synonym eller som underart (H. c. balnearum). Antalet kromosomer i den diploida kromosomuppsättningen är med 48 till 56 (2n=48–56) mycket variabel.

## Utseende
Arten når en kroppslängd (huvud och bål) av 140 till 201 mm, en svanslängd av 148 till 183 mm och en vikt av 70 till 240 g. Bakfötterna är 37 till 48 mm långa. Den röda till kanelfärgade pälsen på ovansidan blir fram till kroppssidorna ocker med gula nyanser. Undersidan har en gulbrun grundfärg. Däremot är strupen, bröstet och ljumsken vita. Morrhåren når endast till öronens främre del när de böjs bakåt. Svansen har hos Holochilus chacarius en enhetlig färg och håren är ganska glest fördelade.

## Utbredning och ekologi
Denna gnagare förekommer i södra Bolivia, Paraguay och norra Argentina. Arten lever i fuktiga områden som kan ligga i mera torra landskap som Gran Chaco. Holochilus chacarius simmar ganska ofta i vattnet. Den har även bra förmåga att dyka och klättra.
Födan utgörs av blad och andra växtdelar. I odlingsområden med ris eller sockerrör betraktas arten som skadedjur. Före ungarnas födelse byggs ett nästa av gräs som har en diameter av 20 till 30 cm. Det placeras en till fyra meter ovanför marken. Dräktigheten varar i ungefär 28 dagar och sedan föds cirka tre ungar. Ibland föds upp till nio ungar per kull. Ungarna blir efter cirka två månader könsmogna. En känd fiende är tornugglan.

## Hot
Hela populationen minskar lite. Däremot är utbredningsområdet stort och Holochilus chacarius hittas i flera skyddszoner.  IUCN kategoriserar arten globalt som livskraftig.